# ریسن-هولتن
ریسن-هولتن (به هلندی: Rijssen-Holten) یک شهرستان در هلند است که در افریسل واقع شده‌است. ریسن-هولتن ۱۴ متر بالاتر از سطح دریا واقع شده‌است.

## خواهرخوانده
شهرهای اشتاینفورت و وینتربرگ خواهرخوانده‌های ریسن-هولتن هستند.